# Yoshihiro Sakaguchi

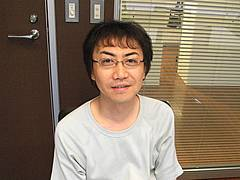
Yoshihiro Sakaguchi

Yoshihiro Sakaguchi (jap. 坂口 由洋, Sakaguchi Yoshihiro), auch bekannt unter dem Pseudonym Yukichan’s Papa, ist ein japanischer ehemaliger Komponist, der hauptsächlich für die Firma Capcom gearbeitet hat. Er schrieb die Musik für die ersten zwei Mega-Man-Spiele auf dem Nintendo Entertainment System, sowie für das Spiel Ducktales, bei dem er die weltbekannte Moon Theme komponiert hat. Im Jahr 2006 war er auch Sound-Editor bei der Anime-Serie Ergo Proxy.

## Werke
- 1943 Schlacht um Midway
- 1943 Kai
- Adventure Quiz 2: Hatena? no Daibouken
- Avengers – mit Tamayo Kawamoto
- Dokaben 2
- Duck Tales – The Moon
- Final Fight
- Forgotten Worlds – mit Tamayo Kawamoto
- Mahjong Gakuen 2: Gakuen-chou No Fukushuu
- Mega Man – mit Manami Matsumae
- Mega Man 2 – mit Ogeretsu Kun und Manami Matsumae
- Samurai Sword (Famicom Disk System) – Sound Programmer
- Son Son 2 – mit Manami Matsumae
- Street Fighter
- Street Fighter II – Sound Design
- Warriors of Fate – Sound Programmer